# Los hombres malo
| Recensione | Giudizio |
| ---------- | -------- |
| AllMusic   |          |

Los hombres malo è un album degli Outlaws, pubblicato dalla Arista Records nel 1982. Il disco fu registrato al Axis Sound Studio di Atlanta, Georgia ed al Chicago Recording Company di Chicago, Illinois (Stati Uniti).

## Tracce
Lato A
1. Don't Stop – 5:03 (Freddie Salem)
2. Foxtail Lilly – 4:32 (Hughie Thomasson)
3. Rebel Girl – 4:27 (Jim Peterik, R. Gary Smith)
4. Goodbye – 4:29 (Freddie Salem)

Lato B
1. Back from Eternity – 4:30 (Hughie Thomasson)
2. Won't Come Out of the Rain – 4:03 (Rick Cua, Ron DeRollo, Diana Cua, Gary Lyons)
3. Running – 4:25 (Joe Russo)
4. Easy Does It – 3:32 (Rick Cua, Ron DeRollo)
5. All Roads – 4:31 (Rick Cua, Sammy Hagar)

- Il brano All Roads in alcune fonti è accreditato a Sammy Hagar e Jim Peterik in altre a Freddie Salem ed in altre ancora a Rick Cua e Sammy Hagar

## Formazione
- Hughie Thomasson - chitarra Fender, banjo, voce, accompagnamento vocale e coro
- Freddie Salem - chitarra Gibson, voce, accompagnamento vocale e coro
- Rick Cua - basso elettrico Kramer a otto corde, accompagnamento vocale e coro
- David Dix - batteria, percussioni (Zildjian cymbals e Remo Heads)

Ospiti
- Gary Lyons - tastiere, produttore, accompagnamento vocale e coro
- Dave The Professor Lane - fiddle
- Carol Bristow - accompagnamento vocale e coro
- Lu Moss - accompagnamento vocale e coro[2]